# Hadrien David
Hadrien David (Royan, 26 febbraio 2004) è un pilota automobilistico francese, vincitore del Campionato francese di Formula 4 nel 2019.

## Carriera

### Kart
David inizia a correre nei kart all'età di otto anni nella sua città natale. Dopo aver vinto diversi campionati regionali, nel 2016 vince sia il campionato francese sia quello belga nella categoria cadetti. Nel 2017 entra nel team Dino Chiesa in passato mentore di Lewis Hamilton e Nico Rosberg e partecipa alla WSK Series e al Campionato mondiale di Kart. L'anno seguente passa al team Kosmic.

### Formula 4 e Formula Renault

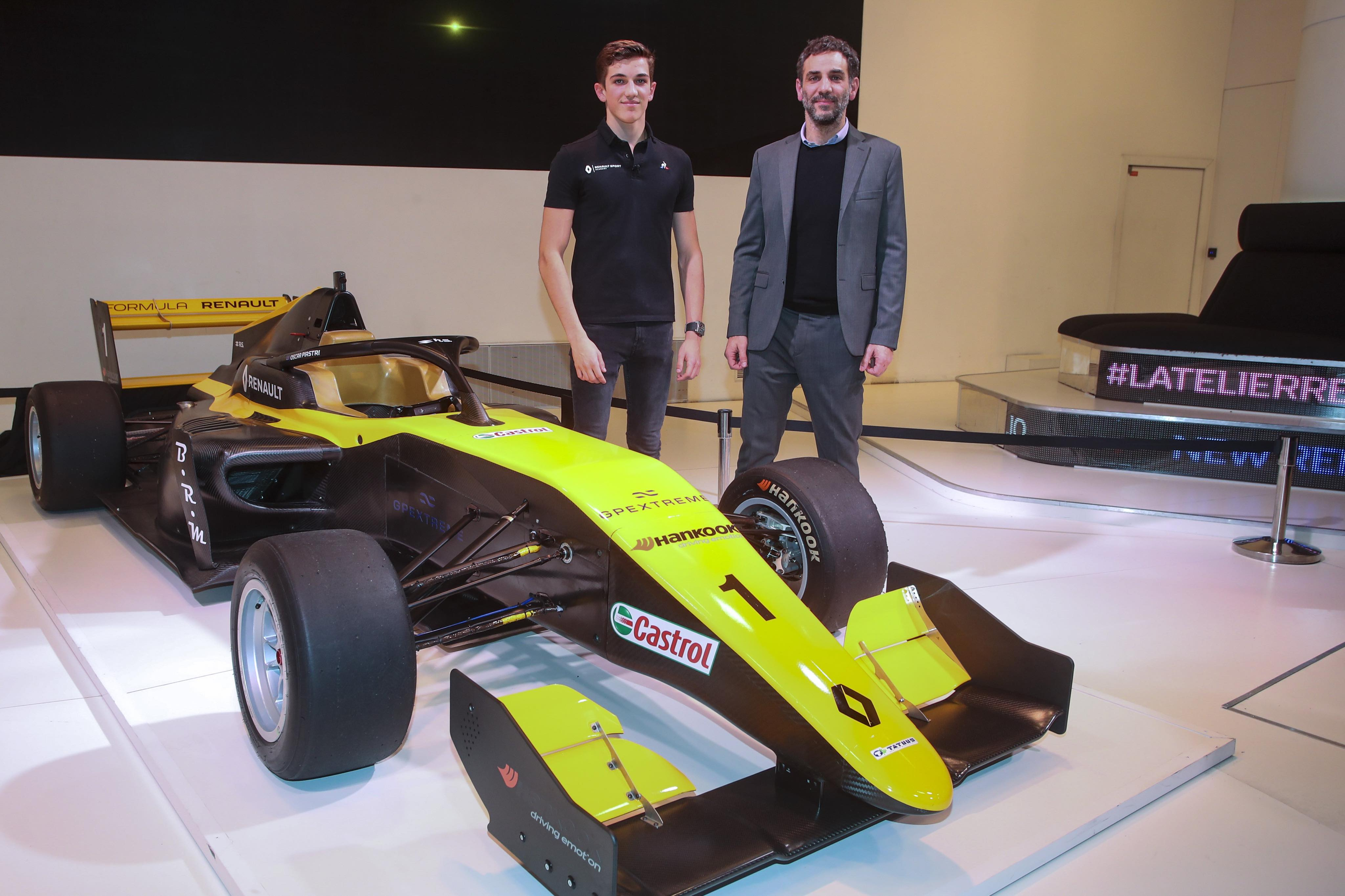
David con Cyril Abiteboul alla presentazione della Formula Renault

Nel 2019 David per prepararsi alla Formula 4 francese partecipa ad alcune gare della Formula 4 SEA utilizzando la stessa Mygale M14-F4-Renault del campionato francese, dove vince sei delle otto gare.
Nel Campionato francese di Formula 4 conquista nove pole position e sette vittorie vincendo il campionato all'età di 15 anni, diventando il più giovane pilota di sempre a vincere una competizione FIA Formula 4. Sempre nel 2019 partecipa a sei gare del Campionato ADAC di Formula 4 come pilota ospite per R-ace GP.
Nell'ottobre 2019, David partecipa ai test post-stagionali a Yas Marina, per poi essere scelto dal team MP Motorsport per correre la stagione 2020 della Formula Renault Eurocup. Il pilota francese conquista il suo unico podio nel secondo round di Imola e chiude decimo in classifica, sette posizioni dietro il compagno di squadra Franco Colapinto.

### Formula Regional e Formula 3

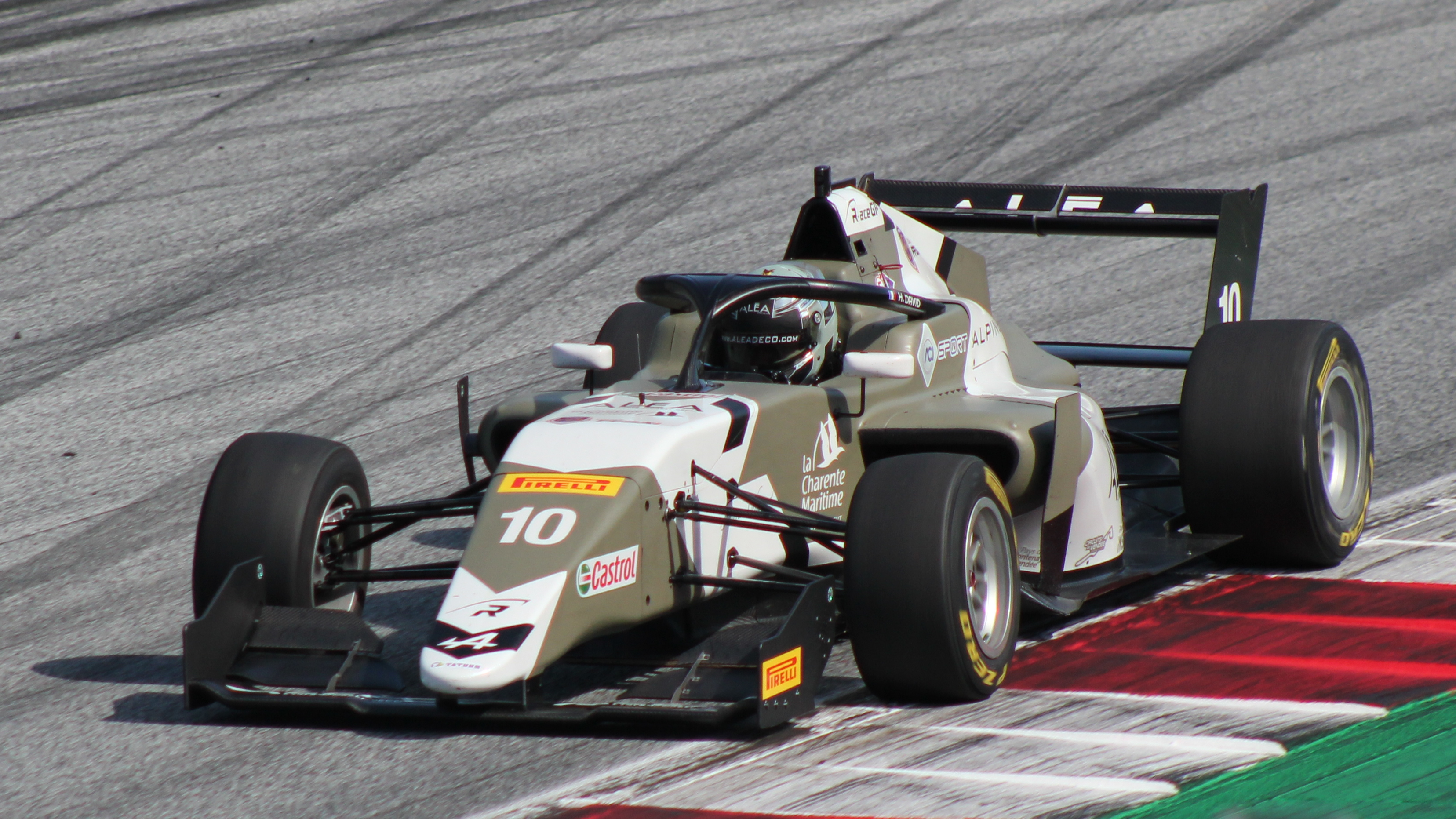
David in Austria nel 2021

Nel 2021 David gareggia nel campionato di Formula 3 europea regionale per R-ace GP, al fianco di Léna Bühler, Zane Maloney e del connazionale Isack Hadjar. Nella prima gara stagionale a Imola conquista con il terzo posto il suo primo podio nella categoria, ripetendosi a Monaco arrivando dietro a Maloney e Hadjar. Al Paul Ricard conquista la sua prima vittoria davanti all'italiano Gabriele Minì. Partito dalla pole position David torna alla vittoria nella penultima gara della stagione a Monza, arrivando davanti alle altre due vetture del team. Chiude la stagione al secondo posto in classifica generale dietro al pilota della ART GP, Grégoire Saucy.
Nell'inverno del 2022 partecipa ai primi due round della Formula Regional Asia con il team 3Y Technology supportato da R-ace GP. Sul Circuito di Dubai riesce a conquistare due vittorie. Nel resto del anno partecipa alla sua seconda stagione della Formula 3 europea regionale, sempre insieme a R-ace GP. Nelle prime otto gare chiude sempre in zona punti ed ottiene anche una vittoria a Montecarlo davanti a Dino Beganovic. Nel resto della stagione ottiene due vittorie, la prima al Hungaroring davanti a Gabriele Minì e la seconda al Red Bull Ring davanti a Dino Beganovic. David chiude la sua seconda stagione nella serie al quarto posto. Nel novembre del 2022 David partecipa ai test post stagionali del Campionato di Formula 3 a Valencia con il Carlin Buzz Racing.
Nel 2023 torna nella serie europea per sostituire l'infortunato Charlie Wurz, guidando per i colori della ART Grand Prix durante il round di Spa-Francorchamps. Il pilota francese torna anche per round di Spielberg e Monza, questa volta con il team Monolite Racing.

### Formula 1
Come ricompensa per aver vinto il titolo francese di Formula 4, David diventa membro della Renault Sport Academy nel gennaio 2020. Nel 2021 l'Academy cambia nome in Alpine Academy e rescinde diversi contratti con giovani piloti, tra cui quello di David. Nel 2022 Alpine Academy crea al suo interno un nuovo programma per giovani piloti, Alpine Affiliate, e David è tra i primi piloti ad entrarci.

### Endurance
Nel 2024 ritorna a correre per il team R-ace GP, il pilota francese passa alle corse d'endurance correndo sia nel Prototype Winter Series e nella Le Mans Cup.

## Risultati

### Riassunto della carriera
| Stagione | Serie                             | Team                      | Gare | Vittorie | Pole | GPV | Podi | Punti | Pos. |
| -------- | --------------------------------- | ------------------------- | ---- | -------- | ---- | --- | ---- | ----- | ---- |
| 2019     | Formula 4 francese                | FFSA Academy              | 21   | 7        | 9    | 7   | 14   | 281   | 1°   |
| 2019     | Formula 4 SEA                     | Meritus GP                | 8    | 6        | 3    | 5   | 6    | 182   | 7°   |
| 2019     | Formula 4 ADAC                    | R-ace GP                  | 6    | 0        | 0    | 0   | 0    | 0     | NC†  |
| 2020     | Formula Renault Eurocup           | MP Motorsport             | 20   | 0        | 0    | 0   | 1    | 71    | 10°  |
| 2021     | Formula Regionale europea         | R-ace GP                  | 20   | 2        | 1    | 2   | 9    | 209   | 2°   |
| 2022     | Formula Regional Asia             | 3Y Technology by R-ace GP | 6    | 2        | 1    | 3   | 2    | 64    | 9°   |
| 2022     | Formula Regionale europea         | R-ace GP                  | 20   | 3        | 3    | 4   | 7    | 224   | 4°   |
| 2022     | Formula 4 italiana                | R-ace GP                  | 2    | 0        | 0    | 0   | 0    | 10    | 18°  |
| 2022     | Ultimate Cup Series               | CD Sport                  | 1    | 0        | 0    | 0   | 0    | 0     | NC   |
| 2023     | Formula Regionale europea         | ART Grand Prix            | 2    | 0        | 0    | 0   | 0    | 0     | 29°  |
| 2023     | Formula Regionale europea         | Monolite Racing           | 4    | 0        | 0    | 0   | 0    | 0     | 29°  |
| 2023     | Formula 4 South East Asia         | R-ace GP                  | 5    | 3        | 2    | 0   | 3    | 75    | 3°   |
| 2023     | Macau Formula 4 Race              | R-ace GP                  | 2    | 0        | 0    | 0   | 0    | N/A   | 7°   |
| 2024     | Prototype Winter Series - Class 3 | R-ace GP                  | 1    | 1        | 1    | 0   | 1    | 9.29  | 12°  |
| 2024     | Le Mans Cup - LMP3                | R-ace GP                  |      |          |      |     |      |       |      |

† Pilota ospite, non idoneo ai punti.

### Risultati in Formula 3 regionale europea
(legenda) (Le gare in grassetto indicano la pole position) (Le gare in corsivo indicano Gpv)
| Stagione | Team     | 1   | 2   | 3   | 4   | 5   | 6   | 7   | 8   | 9   | 10  | 11  | 12  | 13  | 14  | 15  | 16  | 17  | 18  | 19  | 20  | Punti | Pos. |
| -------- | -------- | --- | --- | --- | --- | --- | --- | --- | --- | --- | --- | --- | --- | --- | --- | --- | --- | --- | --- | --- | --- | ----- | ---- |
| 2021     | R-ace GP | IMO | IMO | CAT | CAT | MON | MON | LEC | LEC | ZAN | ZAN | SPA | SPA | RBR | RBR | VAL | VAL | MUG | MUG | MNZ | MNZ | 209   | 2º   |
| 2021     | R-ace GP | 3   | 4   | 12  | Rit | 4   | 3   | 1   | 10  | 3   | 12  | 2   | 3   | 2   | Rit | 7   | 6   | 23  | 6   | 1   | 3   | 209   | 2º   |
| 2022     | R-ace GP | MNZ | MNZ | IMO | IMO | MON | MON | LEC | LEC | ZAN | ZAN | HUN | HUN | SPA | SPA | RBR | RBR | CAT | CAT | MUG | MUG | 224   | 4º   |
| 2022     | R-ace GP | 4   | 7   | 10  | 4   | 1   | 2   | 6   | 4   | 12  | 7   | 8   | 1   | 18  | 2   | 13  | 1   | 2   | 2   | 8   | 4   | 224   | 4º   |

### Campionato FIA di Formula 3 asiatica
(legenda) (Le gare in grassetto indicano la pole position) (Le gare in corsivo indicano Gpv)
| Stagione | Squadra                   | 1   | 2   | 3   | 4   | 5   | 6   | 7   | 8   | 9   | 10  | 11  | 12  | 13  | 14  | 15  | Punti | Pos. |
| -------- | ------------------------- | --- | --- | --- | --- | --- | --- | --- | --- | --- | --- | --- | --- | --- | --- | --- | ----- | ---- |
| 2022     | 3Y Technology by R-ace GP | ABU | ABU | ABU | DUB | DUB | DUB | DUB | DUB | DUB | DUB | DUB | DUB | ABU | ABU | ABU | 64    | 9º   |
| 2022     | 3Y Technology by R-ace GP | Rit | Rit | 9   | 1   | 4   | 1   |     |     |     |     |     |     |     |     |     | 64    | 9º   |